# Informació quàntica de variable contínua
La informació quàntica de variable contínua (CV) és l'àrea de la ciència de la informació quàntica que fa ús d'observables físics, com la força d'un camp electromagnètic, els valors numèrics del qual pertanyen a intervals continus. Una aplicació principal és la informàtica quàntica. En cert sentit, el càlcul quàntic de variable contínua és "analògic", mentre que el càlcul quàntic que utilitza qubits és "digital". En termes més tècnics, el primer fa ús d'espais de Hilbert que són de dimensions infinites, mentre que els espais de Hilbert per a sistemes que comprenen col·leccions de qubits són de dimensions finites. Una de les motivacions per estudiar la computació quàntica de variable contínua és entendre quins recursos són necessaris per fer que els ordinadors quàntics siguin més potents que els clàssics.

## Implementació
Un enfocament per implementar protocols d'informació quàntica de variable contínua al laboratori és mitjançant les tècniques d'òptica quàntica. Modelant cada mode del camp electromagnètic com un oscil·lador harmònic quàntic amb els seus operadors de creació i aniquilació associats, es defineix un parell de variables conjugades canònicament per a cada mode, les anomenades "quadratures", que juguen el paper d'observables de posició i moment.. Aquests observables estableixen un espai de fase sobre el qual es poden definir distribucions de quasiprobabilitat de Wigner. Les mesures quàntiques en aquest sistema es poden realitzar mitjançant detectors homodins i heterodins.
La teleportació quàntica d'informació quàntica de variable contínua es va aconseguir mitjançant mètodes òptics el 1998. (La ciència va considerar aquest experiment com un dels "10 millors" avenços de l'any). El 2013, es van utilitzar tècniques d'òptica quàntica per crear un " estat de clúster ", un tipus de preparació essencial per a unidireccional (mesura- basat) càlcul quàntic, que implica més de 10.000 modes temporals entrellaçats, disponibles dos alhora. En una altra implementació, 60 modes es van enredar simultàniament en el domini de la freqüència, en la pinta de freqüència òptica d'un oscil·lador paramètric òptic.
Una altra proposta és modificar l'ordinador quàntic de trampa d'ions: en lloc d'emmagatzemar un únic qubit en els nivells d'energia interna d'un ió, en principi es podria utilitzar la posició i el moment de l'ió com a variables quàntiques contínues.

## Aplicacions
Els sistemes quàntics de variable contínua es poden utilitzar per a la criptografia quàntica i, en particular, la distribució de claus quàntiques. La computació quàntica és una altra aplicació potencial, i s'han considerat diversos enfocaments. El primer mètode, proposat per Seth Lloyd i Samuel L. Braunstein l'any 1999, seguia la tradició del model de circuit : les portes de lògica quàntica són creades per hamiltonians que, en aquest cas, són funcions quadràtiques de les quadratures de l'oscil·lador harmònic. Més tard, el càlcul quàntic basat en mesures es va adaptar a la configuració d'espais de Hilbert de dimensions infinites. Tanmateix, un tercer model de càlcul quàntic de variable contínua codifica sistemes de dimensions finites (col·leccions de qubits) en sistemes de dimensions infinites. Aquest model es deu a Daniel Gottesman, Alexei Kitaev i John Preskill.

## Emulació clàssica
En tots els enfocaments de la informàtica quàntica, és important saber si una tasca a considerar es pot dur a terme de manera eficient mitjançant un ordinador clàssic. Es podria descriure un algorisme en el llenguatge de la mecànica quàntica, però després d'una anàlisi més detallada, es va revelar que es pot implementar utilitzant només recursos clàssics. Aquest algorisme no aprofitaria al màxim les possibilitats addicionals que ofereix la física quàntica. En la teoria de la computació quàntica utilitzant espais de Hilbert de dimensions finites, el teorema de Gottesman–Knill demostra que existeix un conjunt de processos quàntics que es poden emular de manera eficient en un ordinador clàssic. Generalitzant aquest teorema al cas de variable contínua, es pot demostrar que, de la mateixa manera, es pot simular una classe de càlculs quàntics de variable contínua utilitzant només càlculs analògics clàssics. Aquesta classe inclou, de fet, algunes tasques computacionals que utilitzen l'entrellat quàntic. Quan les representacions de quasiprobabilitat de Wigner de totes les magnituds (estats, evolucions temporals i mesures) implicades en un càlcul no són negatives, llavors es poden interpretar com a distribucions de probabilitat ordinàries, la qual cosa indica que el càlcul es pot modelar com un càlcul essencialment clàssic. Aquest tipus de construcció es pot considerar com una generalització contínua del model de joguina Spekkens.

## Càlcul de funcions contínues amb sistemes quàntics discrets
De tant en tant, i de manera una mica confusa, el terme "computació quàntica contínua" s'utilitza per referir-se a una àrea diferent de la computació quàntica: l'estudi de com utilitzar sistemes quàntics que tenen espais de Hilbert de dimensions finites per calcular o aproximar les respostes a preguntes matemàtiques que impliquen contínues. funcions. Una de les principals motivacions per investigar el càlcul quàntic de funcions contínues és que molts problemes científics tenen formulacions matemàtiques en termes de quantitats contínues. Una segona motivació és explorar i comprendre les maneres en què els ordinadors quàntics poden ser més capaços o potents que els clàssics. La complexitat computacional d'un problema es pot quantificar en termes dels recursos computacionals mínims necessaris per resoldre'l. En la informàtica quàntica, els recursos inclouen el nombre de qubits disponibles per a un ordinador i el nombre de consultes que es poden fer a aquest ordinador. Es coneix la complexitat clàssica de molts problemes continus. Per tant, quan s'obté la complexitat quàntica d'aquests problemes, es pot respondre la pregunta de si els ordinadors quàntics són més potents que els clàssics. A més, es pot quantificar el grau de millora. En canvi, normalment es desconeix la complexitat dels problemes discrets. Per exemple, es desconeix la complexitat clàssica de la factorització de nombres enters.
Un exemple d'un problema científic que s'expressa de manera natural en termes continus és la integració de camins. La tècnica general d'integració de camins té nombroses aplicacions, com ara la mecànica quàntica, la química quàntica, la mecànica estadística i les finances computacionals. Com que l'aleatorietat està present a tota la teoria quàntica, normalment cal que un procediment computacional quàntic doni la resposta correcta, no amb certesa, sinó amb alta probabilitat. Per exemple, es podria apuntar a un procediment que calculi la resposta correcta amb una probabilitat d'almenys 3/4. També s'especifica un grau d'incertesa, normalment establint l'error màxim acceptable. Així, l'objectiu d'un càlcul quàntic podria ser calcular el resultat numèric d'un problema d'integració de camins dins d'un error de com a màxim ε amb una probabilitat de 3/4 o més. En aquest context, se sap que els algorismes quàntics poden superar els seus homòlegs clàssics, i la complexitat computacional de la integració de camins, mesurada pel nombre de vegades que s'esperaria haver de consultar un ordinador quàntic per obtenir una bona resposta, creix a mesura que la invers de ε.
Altres problemes continus per als quals s'han estudiat algorismes quàntics inclouen trobar valors propis de la matriu, estimació de fases, el problema dels valors propis de Sturm–Liouville, resoldre equacions diferencials amb la fórmula de Feynman–Kac, problemes de valors inicials, aproximació de funcions integració d'alta dimensió, i criptografia quàntica.